# Cléobule

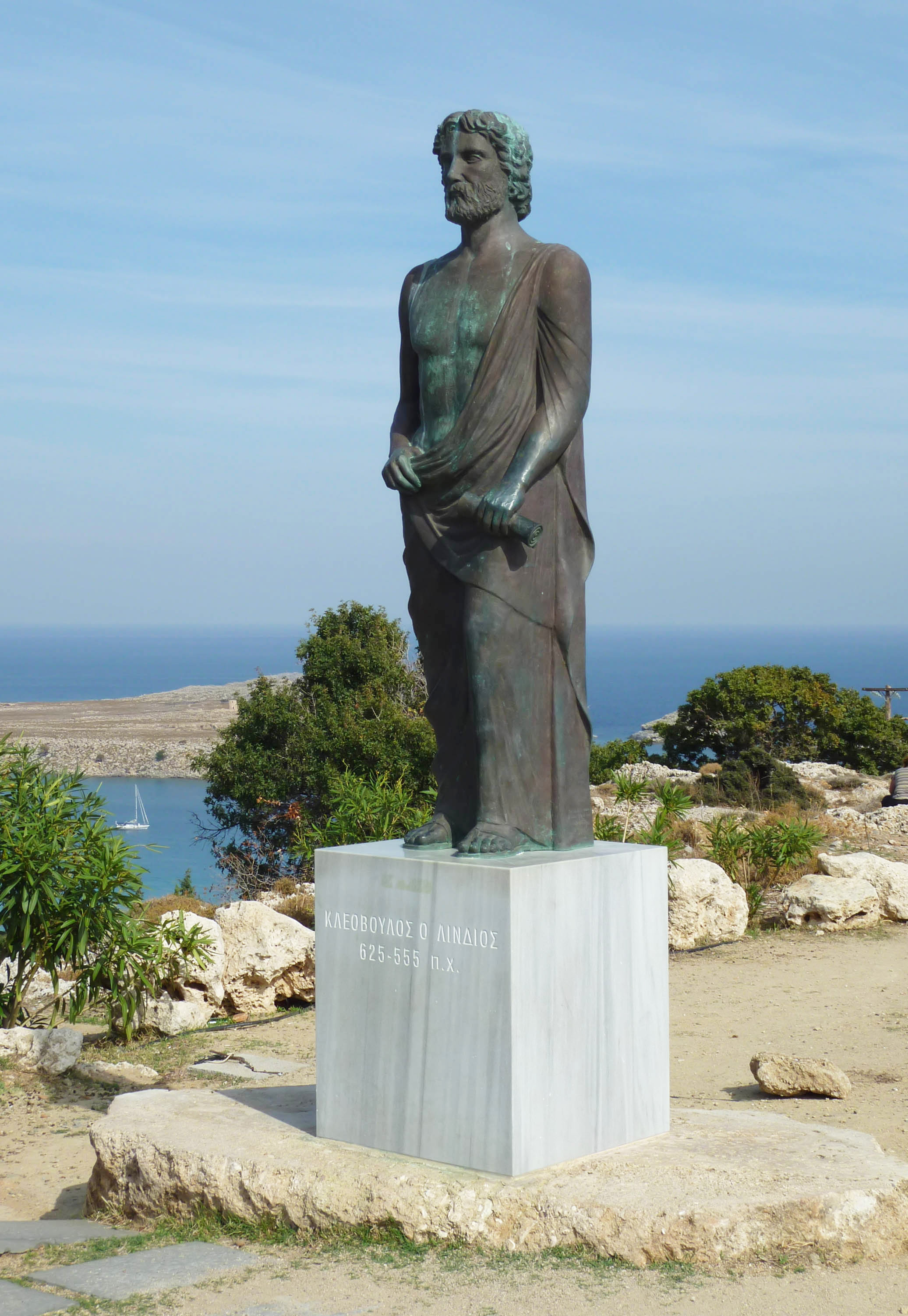
Statue de Cléobule près de Lindos.

Cléobule (Kléoboulos, en grec ancien : Κλεόβουλος) également appelé Cléobule de Lindos (né v. 630 av. J.-C. - mort v. 560 av. J.-C.), personnage à la fois historique et mythique, est un philosophe et politique de la Grèce antique, tyran de Lindos, l'une des trois cités de l'île de Rhodes.

## Biographie
Cléobule était le fils d'Évagoras, auquel il succéda. Une légende fait descendre sa famille d'Héraclès. Il visita l'Égypte, où il étudia la philosophie, et d'où il rapporta, dit-on, le goût des énigmes et des caricatures. C'est sous son règne que Lindos connut son apogée : il fit entièrement rénover le site et le temple d'Athéna Lindia grâce aux fonds récoltés après sa victoire sur la Lycie.
C'est l'un des Sept sages de la Grèce antique, dont la liste la plus ancienne fut donnée par Platon. Elle diffère au fil des siècles, mais comprend toujours Cléobule, Solon d'Athènes et Thalès de Milet.
Cléobule est le père de Cléobuline, poétesse. Il est mort à 70 ans, vers 560 av. J.-C., et eut, selon Diogène Laërce, cette épitaphe :

« Le sage Cléobule est mort, et sur lui pleure

Lindos, sa patrie que la mer de toutes parts entoure. »

## Maximes
Il écrivit des maximes mémorables telles que :
- « Considère comme un ennemi public quiconque hait le peuple ».
- « L’ignorance est le lot commun des hommes, avec l’abondance de paroles, mais le temps y pourvoira ».
- « Ayez des pensées nobles, ne soyez ni vain ni ingrat ».
- « Il faut marier les filles quand elles sont encore des jeunes filles pour l’âge, et déjà des femmes pour la raison ».
- « De la mesure en tout. Faites du bien à vos amis pour vous les attacher davantage, et à vos ennemis pour en faire des amis ».
- « La modération est la meilleure des choses ».
- « Il y a deux choses à craindre : l'envie des amis et la haine des ennemis ».

## Artamène ou le Grand Cyrus
Au XVIIe siècle, Madeleine et Georges de Scudéry le mirent en scène dans leur roman-fleuve Artamène ou le Grand Cyrus (1649-1653), notamment dans l'épisode du Banquet des Sept sages.

### Sources
Cet article comprend des extraits du Dictionnaire Bouillet. Il est possible de supprimer cette indication, si le texte reflète le savoir actuel sur ce thème, si les sources sont citées, s'il satisfait aux exigences linguistiques actuelles et s'il ne contient pas de propos qui vont à l'encontre des règles de neutralité de Wikipédia.